# Ferhad Merdê
Ferhad Merdê (Qamixli, 1970) és un poeta i cantant kurd que es va estrenar amb el poema Ji te hezdikim ("T'estimo"). Els seus poemes es comparteixen majoritàriament a les xarxes socials i de vegades també participa en programes de televisió.

## Trajectòria
La seva trajectòria artística va començar al camp de refugiats de Nínive, on es van instal·lar els vilatans de la conca del riu Botan, que van emigrar al Kurdistan del Sud a causa de la negativa de l'Estat turc a acceptar el servei de guàrdia. Al camp de Nínive va formar un grup de música anomenat Koma Penaber. Després de viure en aquest camp de refugiats de Ninawa, va viure al camp de Nehdar i al camp de Maxmur. En aquest darrer camp, es va construir el Centre de Cultura i Arts de Maxmur (NÇHM), un espai per a organitzar les activitats culturals i artístiques del campament. A més del Koma Penaber, va treballar en la formació del grup Diwana Dengbêja, que produeix cançons de Botan. Actualment treballa en aspectes com la música, la poesia, el folklore, l'art, el cinema i el teatre.
L'1 d'abril de 2022 va ser ferit per un dron militar ocupant de les Forces Armades de Turquia, quan anava en cotxe per les contrades de Tirbespiyê, al cantó de Qamixli, territori que pertany a Síria. Al vehicle hi viatjaven tres individus més, dels quals dos van resultat ferits i el conductor, el Camarada Dirar, mort.

## Poesia
- «Gulfiroş»
- «Gazin»
- «Insan e» ("És humà")
- «Ruha»
- «Ez ji te haz dikim[Enllaç no actiu]» ("M'alegro per tu")